# Calinog
Calinog es un municipio filipino de cuarta clase, perteneciente a la provincia de Iloílo, en las Bisayas Occidentales.

## Historia
El pueblo se fundó en 1767. Hacia mediados del siglo XIX, el lugar tenía contabilizada una población de 6746 habitantes, repartidos en 1124 casas. Aparece descrito en el primer volumen del Diccionario geográfico, estadístico, histórico de las Islas Filipinas (1850) de Manuel Buzeta Núñez y Felipe Bravo con las siguientes palabras:

CALINOG: pueblo con cura y gobernadorcillo, en la isla de Panay, prov. de Iloilo, (de cuya cabecera ó cap. dista como unas 8 leg.), dióc. de Cebú: se halla sit. á la orilla del r. de su nombre, en terreno llano, al pie de los montes que dividen esta prov. de la de Antique y Capiz: disfruta de poca ventilacion, mas sí de clima templado; pero es poco saludable á causa de su situacion y humedad. Fué fundado en 1767, y en el dia cuenta como 1,124 casas de sencilla construccion, distinguiéndose entre ellas la casa parroquial y la llamada tribunal ó de comunidad; hay escuela de primeras letras, dotada de los fondos del comun, é igl. parr. bajo la advocacion de la Purísima Concepcion, servida por un cura regular. A corta dist. de este pueblo existen dos barrios llamados Alibunan y Cahabajan, ambos de poca gente, que dependen en lo civil y ecl. de esta matriz. Confina el term. con sus colaterales los pueblos de Passi (1 leg. corta), Laglag (tambien á 1 leg., pero buena), Lambunao y Dumalag, este último de la prov. de Capiz, dist. 7 leg. por el lado N; corre por esta jurisd. el r. arriba mencionado, que se forma de los manantiales que existen en los montes arriba expresados, que como queda dicho, dividen esta prov. de la de Antique y Capiz, el cual uniéndose en el sitio llamado Capalin' con los denominados Lambunao y Passi, proporciona á sus naturales el recurso y facilidad de conducir, por medio de balsas, hasta el mismo puerto de Iloilo, las producciones sobrantes de su suelo. Su terreno es fértil y productivo, hallándose en sus montes abundantes maderas de construccion, de que hace poco uso los hab.: en los mismos hay bastantes venados, búfalos y javalíes, á cuya caza se dedican tambien muy poco los naturales. Sus caminos son locales y se dirigen de pueblo á pueblo, habiendo una buena calzada desde este pueblo al de Passi. prod. arroz en bastante cantidad para su consumo, abundancia de tabaco, algun cacao, abacá, caña dulce, algodon, maiz, legumbres, sibucao y frutas, entre ellas los mongos. Aunque la principal ocupacion de los hab. de este pueblo es la agricultura, sin embargo les proporciona tambien alguna utilidad la elaboracion de tejidos de piña, abacá y otros ordinarios. Su comercio consiste en la esportacion de todos los artículos sobrantse de su ind. agrícola y fabril. pobl. 6,746 alm., 1,260 trib., que ascienden á 12,600 rs. plata, equivalentes á 31,500 rs. vn.
(Buzeta y Bravo, 1850, pp. 464-465)

En 2020, tenía censados 62 853 habitantes.